# G. C. Edmondson
 G. C. Edmondson (teljes neve: José Mario Garry Ordóñez Edmondson y Cotton) (Washington, 1922. október 11. – San Diego, Kalifornia, 1995. december 14.)  amerikai sci-fi-szerző.

## Élete
A második világháborúban a tengerészetnél szolgált. Hat nyelvet beszélt.

## Munkássága
1955-ben jelent meg első novellája az Astoundingban

### Regényei
- The Ship That Sailed the Time Stream (1965) Nebula-díj jelölés
- Chapayeca also published as Blue Face (1972)
- T.H.E.M (1974)
- The Aluminum Man (1975)
- The Man Who Corrupted Earth (1980)
- To Sail the Century Sea (1981)

### C. M. Kotlannalközösen írt regényei
- The Takeover (1984)
- The Cunningham Equations (1986)
- The Black Magician (1986)
- Maximum Effort (1987)

### Gyűjtemények
- Stranger Than You Think (1965)

## Fordítás
- Ez a szócikk részben vagy egészben  a   JG. C. Edmondson című angol Wikipédia-szócikk fordításán alapul.  Az eredeti cikk szerkesztőit annak laptörténete sorolja fel. Ez a jelzés csupán a megfogalmazás eredetét és a szerzői jogokat jelzi, nem szolgál a cikkben szereplő információk forrásmegjelöléseként.